# Trans Arts
Trans Arts Co., Ltd. (株式会社トランス・アーツ, Kabushikigaisha toransu ātsu) foi um estúdio japonês de animação fundado em 1967. Suas obras mais conhecidas [carece de fontes?] foram as séries Bucky, exibida em 1999 no Japão e The Prince of Tennis, exibida em 2001.
O estúdio encerrou suas atividades em 2012 devido a problemas financeiros.